# 台灣醫療勞動正義與病人安全促進聯盟
台灣醫療勞動正義與病人安全促進聯盟（簡稱醫勞盟，英文簡稱TMAL）是臺灣的一個醫療改革組織、公益性社團法人，主要由醫師及護理師組成於2012年9月11日。醫勞盟自稱其宗旨、願景是：以關懷和改善台灣醫療勞動環境和病人安全為出發點而努力，為目前台灣及下一代締造更好的就醫環境。

## 成立起源
1995年3月，台灣開始實施全民健康保險，使得就醫便利性大增。但隨著消費者意識抬頭，加上台灣社會動輒以刑事訴訟附帶民事求償處理醫療爭議事件，台灣醫師的刑事訴訟率竟成為世界第一，更是美國醫師被起訴率的400倍。

此外，全民健保實施後民眾就醫次數大增，醫護人員的工作量和工作時數也隨著倍增，紛傳出醫護人員過勞死或傷亡等事件，台灣醫護界開始出現改革的聲音和出走的浪潮，護理人員大量離職，各大醫院甚至因護士荒而縮減或關閉病房，醫師也紛紛從內、外、婦、兒、急診科等重症科轉到自費醫療的美容整形科。台灣逐漸面臨重症病患沒人願意治療、未來生產開刀可能要出國就醫的窘境，形成所謂醫療難民。
另外，有鑑於急診室暴力事件的頻繁和急診資源的濫用，新光醫院急診科主任張志華於2011年3月在臉書上成立的「搶救急診室」粉絲專頁發起「反暴力、反霸凌」活動，短短一個月就有八千人響應。在這個活動中，粉絲團成員在臉書上提出一系列的改進方案，包括急診室要有警員或駐警維持秩序、二十四小時監控、設置警民連線系統、區隔候診區與看診室，管控病人家屬進出等等。
這些行動引起行政院衛生署署長邱文達注意，到「搶救急診室」的臉書貼文。張志華醫師之後還與衛生署、中華民國醫師公會全國聯合會一起開會，訂出許多改進方案。而這樣的成果也被台北醫學大學醫學科技學院院長李友專教授發現，以「臉書造成臺灣醫療之革新」(Facebook use leads to health-care reform in Taiwan)為題，刊登在國際知名醫學期刊《刺胳針》（The Lancet）上。說明用臉書凝聚醫界共識，進而改變醫療環境是可行之道。於是在一群醫師與護理師的推動下，醫勞盟的臉書專頁在2012年3月26日上線，並在2012年9月11日成立實體組織。

## 願景
1. 捍衛醫療人員之勞動人權（labor rights）、維護醫療正義（medical justice）。
2. 確保病人安全（patient safety）、促進全民健康（health promotion）。

## 目標
1. 聯合台灣醫護及所有醫療從業人員，捍衛醫療專業、榮譽、尊嚴、勞動安全與基本人權。
2. 防止不當的醫療健保制度與法制環境損害醫護與病患雙方的生命與健康。
3. 解決台灣醫療制度崩潰的危機，維護台灣醫療品質，促進病人安全。

## 六大聲明
醫界面臨許多的挑戰，包括六大皆空、醫療崩壞、醫護過勞、而健康依舊不平等。但這些都比不上台灣面臨的外部挑戰，亦即政府全面開放中國醫療機構及社會服務機構來台設置。
台灣醫療現場不當的護病比、醫病比、超時工作的勞動條件，及未臻成熟的長照體系，皆因服貿協定開放中國資金前來台灣設置醫院及機構而更加險峻。台灣醫療勞動正義暨病人安全促進聯盟堅持捍衛台灣人民的健康權及台灣醫護勞動正義，對於政府草率與中國簽訂ECFA及服貿協定、全面開放健康與社會服務業進入台灣、嚴重違反民主程序、並忽視整頓台灣醫護勞動現況，表達嚴正的抗議，並持續為台灣全民健康照護體系及勞動正義而努力。醫勞盟認為健康與社會服務不是商品，不是純服務業，不能僅由市場和資金決定國家社會安全的規劃。其更呼籲台灣衛生福利制度應朝向已開發國家的社會安全制度而努力，才能建立台灣全民最基本的健康保障，並且符合勞動正義與病人安全的最低要求。
醫勞盟於2014年提出六大聲明：
1.反對政府企圖以服貿作為解決任何醫療崩毀現況及健保財務困境的手段。
2.依現有的服貿條款，台方受益最大者是在於企圖擴張卻受限於法規不得從事財務操作的財團法人醫院，而過去財團醫院的無限制擴張卻是醫療崩毀與血汗醫療，甚至造成國家健保財政負擔的重要原因之一，因此強烈要求政府在服貿協定之前，立法強制財團法人醫院除現有公開簡式報表外，需接受外部第三方會計簽核，並依現有國際醫療會計準則規範之，並從嚴規範財團法人醫院盈餘流向，使財團法人醫院回歸法人的公益性。
3.在醫療崩毀及分級醫療的相關根本問題尚未得到政府正式解決方案之前，反對以服貿協定作為財團法人醫院擴張及加速醫療崩毀的幫凶。
4.對包括中國在內的醫療開放協定，必須在一個完整的國家醫療健康及產業戰略目標之下思考，除了對中國之外，更要考慮周邊國家甚至全球醫療產業的競合，而這個戰略目標必須是國家層次的醫療健康及產業遠景。沒有願景的論述與現階段作法，都是支離破碎的短期近利，徒然空耗了台灣優質的醫療國力。
5.針對外籍醫事人力執照認可，必須站在全球菁英爭奪戰的高度來規劃，目標應該是各國的醫療頂尖菁英，絕非針對特定國家，或是特定的富二代官二代醫二代量身訂做。
6.在醫療產業方面，中國醫療市場對台灣醫療產業的最大助力，是在於中國醫療的後台市場，包括醫藥物流，中醫藥原料市場，新藥研發，醫材醫藥證照取得，長照事業等等。這些台灣的優勢產業項目，中方不是尚未開放，就是實務上諸多刁難限制。而這些需要政府替民間產業積極爭取的項目，在這次的服貿談判中完全付之闕如。
2018年11月27日，醫勞盟聲明稿表示，2018年九合一選舉結果民主進步黨慘敗，是反對《勞動基準法》修惡的人民的怒吼，是民進黨背棄改革的一大挫敗。

## 修法公聽會發言內容
1.財團法人法草案應該同時司法及法制委員會討論，醫療法中醫療財團法人應該是財團法人法的特別適用規定，財團法人法從上屆一直停留在一讀階段，希望能加速修法。
2.財團法人以公益為目的，認為應該提高員工董事的參與，其一是43條中員工董事的名額應視醫院規模及員工數按比例提升，例如員工人數越多，員工董事的席次應該也要增加，其二是員工董事應該為薪酬委員會的當然成員。另外員工董事的產生，由員工直接選舉，建議增加由工會推派員工董事，鼓勵工會的成立。
3.應辦理提升員工薪資及補充短缺人力應與辦理研究發展，人才培訓、健康教育，醫療救濟、社區服務、並重，相較於政院版等上述辦完之後才提升員工薪資，保障盈餘收入5%改善血汗醫院。至於提升員工薪資的落實，應經由董事會中的薪酬委員會審議(員工董事為當然成員)，又補充短缺人力，同時至少應搭配護病比的修法，而不是只是評鑑規範人力，除了護理人力的提升以外，也需要調查各醫事職類對病人的適當比數，在2025年台灣將迎來20%老年人口的社會，補充醫院短缺人力的前提是知道人力短缺多少，才知道如何補足。
4.(1)財團法人承租土地房屋只將租金在財報中揭露並不足夠，應該需要更進一步的要求五年內將土地、房舍自有。
建議醫療法第32條應修正為「已設立醫療法人應自修正施行之日起五年內，應符合醫療法人必要財產最低標準第2條第3款、第3條第3款之規定。
(2)公益監察人的落實特別需要突顯公益性，建議增加「公益監察人與監察人、董事(長)不得影配偶或二親等」。
(3)增加財團法人的公開透明，讓董事及監察人自我利益揭露；以及財團法人與關係人超過一定額度的交易應經監察人同意並於財報中揭露。

## 影響
在醫勞盟成立後的第三天，2012年9月14日，中華民國總統馬英九終於注意到台灣醫護的困境，要求行政部門設立醫療糾紛調解與仲裁機制，降低醫師須承擔的刑事責任。同日，行政院衛生署針對護士荒的問題，提出新的方案，擬開放一般大學生就讀二年制學士後護理系；但馬上被護理界批評是治標不治本，基層護理工會認為衛生署應從改善護理工作條件和增加護病比著手才能真正解決問題。
2012年10月16日，數名立法委員包括民主進步黨李應元、陳其邁、趙天麟與台灣團結聯盟林世嘉等跨黨派立委提案修法，將醫療過失刑責明確化、醫療糾紛處理程序透明化，希望重建醫病關係，藉此改善醫界「五大皆空」（內、外、婦、兒、急診科）人才流失問題。

## 發展
自2018年12月會員大會起，醫勞盟核心核心成員與理監事僅剩16人，論述不同者認為沒有發展空間，相繼離去，因財務緊縮而解除約聘秘書改為法律顧問，粉專管理者為與「搶救急診室」「吳鑒寶」相同，為台大金山分院急診科劉立仁醫師。2019年4月嘗試辦勞動講座，主體講者已大部分非自己成員。

## 大事紀
2011年11月19日 唐訶德號召醫師於臉書成立「白色巨塔秘密花園」(「醫師情報交流站」前身)
2012年3月10日 蕭蔚全於台灣蘋果日報發表「馬總統來急診室看看好嗎」，呼籲政府重視台灣急診壅塞的困境 
2012年3月13日 張志華召集台灣醫護聯盟籌備小組
2012年3月26日 建立醫勞盟公開臉書粉絲頁
2012年4月3日 召開醫勞盟發起人共識會議於台北市市長官邸藝文沙龍
2012年4月11日 建立醫勞盟部落格
2012年4月17日 醫勞盟籌備小組與勞工團體向勞委會遞交醫師納入勞基法陳情書
2012年4月18日 醫勞盟籌備小組參加醫師是否適用職業災害保護法會議
2012年5月1日 醫勞盟參與五一工學聯合反剝削大遊行、醫勞盟社團成立許可申請送件
2012年5月7日 醫勞盟參加醫師與實習醫學生是否納入勞基法研商會議
2012年5月12日 醫勞盟參加台灣護理人員產業工會成立
2012年5月23日 醫勞盟參加立法院衛環委員會醫療刑責合理化聽證會
2012年7月1日 醫勞盟參加高雄大學醫療責任「由刑變民」的可能性探討座談會
2012年7月6日 醫勞盟參加法務部醫師是否除罪化公聽會
2012年7月17日 醫勞盟參加立法院二代健保需要甚麼樣的健保會公聽會
2012年7月21日 召開醫勞盟發起人暨第一次籌備會於新光醫院
2012年8月4日 召開醫勞盟第二次籌備會於新光醫院
2012年8月13日 賴其萬教授請益會
2012年8月18日 林世嘉立委見面會
2012年8月19日 商務出版社商談
2012年8月24日 出版醫勞盟創立簡史
2012年9月11日 召開醫勞盟成立大會暨第一屆理監事會於台灣大學景福校友會館